# Lengyel–Magyar Kurír
A Lengyel–Magyar Kurír (lengyelül: Kurier Polsko-Węgierski) kétnyelvű gazdasági és kulturális folyóirat volt, Budapesten adták ki. 1923 és 1947 között 24 évfolyama jelent meg. Az egyes lapszámok azonban elvesztek, csak az 1946-1947. évfolyamokat őrzi az Országos Széchényi Könyvtár és az Országgyűlési Könyvtár. Periodicitása havonkénti volt. 
A Rákosi-korszak felszámolta a civil társadalom intézményeit, s velük együtt a magyar–lengyel szervezeteket és a lengyel vonatkozású lapot is.

## Irányvonala
A lap az 1929-ben alapított Magyar Mickiewicz Társaság hivatalos lapja volt, céljai a Társaságéhoz igazodtak. Erősíteni kívánta a magyar–lengyel kapcsolatok gazdasági, művészeti, irodalmi és emlékezetpolitikai oldalát, a kölcsönös turisztikai érdeklődést, és ezek alapján a történelmi lengyel–magyar barátságot. 
Magyar és lengyel nyelven rendszeresen közölt üzleti és közéleti információkat, valamint a Társaság híreit. Közgyűlési döntéseket, szervezetének változásait, továbbá a különféle kulturális rendezvények programját, a művész- és felolvasóestek szövegeit. Verseket, fordításokat és lengyel irodalomról szóló cikkeket is megjelentetett. Ungvári Jenő számolt be arról, hogy Władysław Broniewski verseiből hoztak neki néhányat kiadásra.

## Szerkesztői
Főszerkesztője a Társaság ügyvezető elnöke, Miklóssi Ferdinánd Leó volt. Szerkesztőbizottságában dolgozott Bajcsy-Zsilinszky Endre, Bevilaqua-Borsody Béla, Buday György, Csapláros István, Germanus Gyula, Kasztér András, Kovai Lőrinc, Mihályfi Ernő, Adam Rudnicki, Rubletzky Géza, Szakasits Árpád, Ungvári Jenő, Zbigniew Zateski és mások. Mint egy időben valamennyi Magyarországon megjelent lengyel lapé, úgy ennek is Kajtár Jenő volt a kiadója.

## Története
Miklóssi több lengyel–magyar szervezet megalapítója volt, így a Magyar–Lengyel Egyesület (1912), a Lengyel Katonai Bizottság (1914), majd a Lengyel Légionisták Egyesülete (1921) megalapítója. Az újság eleinte a Magyar–Lengyel Egyesület keretében jelenhetett meg, és a Társaság megalapítása és a két szervezet funkcionális eltávolodása után kerülhetett a Társasághoz 1929 táján. A változás nem volt jelentős, mivel az egyesületi tagok és a lap munkatársai között átfedés volt.
Az általában város- és művelődéstörténészként ismert Bevilaqua főmunkatárs volt a lapnál. A kezdetektől részt vállalt lengyel szervezetek munkájában, a vészkorszak idején ő volt a Társaság főtitkára. Korábban a munkaszolgálatos Palóczi Edgár és Kertész János vitte ezt a munkát.
1946-ban a szerkesztőség Miklóssi lakcímére volt bejegyezve.
1946
A lap beszélgetést közölt id. Antall Józseffel az 1939 utáni magyar lengyelmentés széles körben nem ismert titkairól. Közölte azt a levelet, melyet Bajcsy-Zsilinszy Endre Csatay Lajos honvédelmi miniszterhez írt egy lengyel zsidó munkaszolgálatos ügyében, 1943. június 29-én. Az évfolyamán őrizetbe vették és kihallgatták Ungvári Jenő szerkesztőt, mivel interjút kért Gyöngyösi János külügyminisztertől Lengyelország nyugati határainak kérdésében (az ún. Visszaszerzett Területek tárgyában). Ungvárit már a Gestapo is letartóztatta, a Fő utcában raboskodott Miklóssival és Kovai Lőrinccel együtt.
A lap rendszeresen közölt sporttal kapcsolatos cikkeket a Társaság célkitűzéseivel összefüggésben. A lengyelországi születésű, sportághonosító Bieleczki István játékos, vezetőedző visszaemlékezése szerint az 1946-ban alakult röplabdasport hírei a lapban jelentek meg először, és a lap a röplabdabajnokság győztesének serleget ajánlott fel.. A Röplabda című rovatnak nyilatkozatot adott Monn György, a MRSz első elnöke, Klamár Sándor alelnök, és dr. Idmai László főtitkár.
A lap a Vallás és Közoktatásügyi Minisztérium támogatását élvezte. (A Magyar–Lengyel Egyesület vezetésében ekkor Lukinich Imre akadémikus is részt vett, és újra működött Csekonics Iván vezetésével a Magyar–Lengyel Szövetség.)
1947
Egy cikk hírt adott légionisták sorsáról. Gáti Róbert Mauthausenban meghalt. Miklóssit Mauthausenbe hurcolták, de visszatért. Kismóki Károly, aki 1939-ben önkéntesként harcolt a lengyel hadseregben, Délkelet-Lengyelország erdős vidékén elesett.
Antall József is írt cikket a lapba Polonia semper fidelis címmel. Szakasits Árpád pedig arról számolt be, hogy 1944-ben németellenes felkelést terveztek lengyel résztvevőkkel. A lap ekkor már rossz anyagi helyzetben volt. A cikkírókat nem tudták fizetni, a szerkesztők, Miklóssi és Bevilaqua a saját magánvagyonából pótolta a hiányt.
1948-1949-ben a Lengyel Hírek vette át részben a szerepét.